# Шуареф, Ильяс
Ильяс Шуареф (фр. Ilyas Chouaref; род. 12 декабря 2000 года, Шатору, Франция) — футболист, нападающий клуба швейцарской Суперлиги «Сьон» и сборной Мальты.

## Клубная карьера
Шуареф — воспитанник «Шатору». Он дебютировал за основной клуб 4 декабря 2018 года в матче Лиги 2 против «Гавра», который закончился поражением со счетом 1:2 . 1 октября 2019 года он подписал профессиональный контракт с клубом.
12 июня 2022 года Шуареф перешел в швейцарский «Сьон».

## Карьера в сборной
Родившийся во Франции, Шуареф имеет марокканские и мальтийские корни. В 2019 году сыграл один матч за молодёжную сборную Франции.
18 февраля 2025 года президент Футбольной ассоциации Мальты Бьорн Вассалло подтвердил, что Шуареф получил мальтийское гражданство. 21 марта дебютировал за сборную Мальты в матче отборочного турнира Чемпионата мира против сборной Финляндии, выйдя в стартовом составе и отыграв все 90 минут.

## Личная жизнь
Его старший сводный брат Хамза Сакхи также является футболистом.